# Vodní mlýn v Branné
Vodní mlýn v Branné v okrese Šumperk je vodní mlýn, který stojí na řece Branná v centru obce. Od roku 1997 je chráněn jako nemovitá kulturní památka České republiky; předmětem ochrany je budova mlýna č.p. 97, budova bývalé palírny č.p. 98, brána, zaklenutý potok a fragmenty hospodářské budovy.

## Historie
Mlýn s renesančním jádrem byl klasicistně přestavěn v průběhu 19. století.

## Popis
Budova čp. 97 je dvoupodlažní, zděná, se sedlovou střechou krytou eternitem; podélnou osou je orientována k ulici. Ve dvorní části má patrový přístavek s dřevěnou verandou. Jednoduchou fasádu člení plochá kordonová římsa a šambrány. Nepravidelně umístěná obdélná okna v líci fasády jsou dělená na 6 tabulek; v krajním okně v přízemí je osazena renesanční probíjená mříž. Vstupní dveře jsou klasicistní, dvoukřídlé. Dům má v přízemí vysoké valené klenby, některé s lunetami; patro je plochostropé se štukovými zrcadly s dekorativním rostlinným motivem. Dřevěné schodiště mělo původně zábradlí s kuželkami.
Jižně od ní stojí budova čp. 98, která je dvoupodlažní se sedlovou střechou krytou eternitem. V uliční části má 5 a ve dvorní části 6 okenních os. Její štít je čtyřosý s mělkou nikou se segmentovým záklenkem. Uliční fasádu člení plochá kordonová římsa s jednoduše profilovanými šambránami, dvorní fasáda je hladká. Nad dvorním vstupem jsou zbytky kovové stříšky; vstupní dveře jsou dvoukřídlé. Stavba je plochostropá, jen v levé části přízemí má trámový strop.
Obě stavby jsou spojeny segmentově ukončenou dřevěnou bránou. Za domem č.p. 97 se nacházejí základy hospodářské budovy. Ve dvorní části areálu ústí potok ze štoly z lomového kamene.